# Grijó e Sermonde
Grijó e  Sermonde (oficialmente: União das Freguesias de Grijó e Sermonde) é uma freguesia portuguesa do município de Vila Nova de Gaia, com 12,99 km² de área e 12 018 habitantes (censo de 2021). A sua densidade populacional é 925,2 hab./km².

## História
Foi constituída em 2013, no âmbito de uma reforma administrativa nacional, pela agregação das freguesias de Grijó e Sermonde.

## Demografia
A população registada nos censos foi:
| Distribuição da População por Grupos Etários | Distribuição da População por Grupos Etários | Distribuição da População por Grupos Etários | Distribuição da População por Grupos Etários | Distribuição da População por Grupos Etários | Distribuição da População por Grupos Etários |
| -------------------------------------------- | -------------------------------------------- | -------------------------------------------- | -------------------------------------------- | -------------------------------------------- | -------------------------------------------- |
| Antes da agregação                           |                                              |                                              |                                              |                                              |                                              |
| Ano                                          | 0-14 anos                                    | 15-24 anos                                   | 25-64 anos                                   | >= 65 anos                                   | Total                                        |
| 2001                                         | 2061                                         | 1726                                         | 6382                                         | 1323                                         | 11492                                        |
| 2011                                         | 2002                                         | 1299                                         | 6788                                         | 1849                                         | 11938                                        |
| Após a agregação                             |                                              |                                              |                                              |                                              |                                              |
| Ano                                          | 0-14 anos                                    | 15-24 anos                                   | 25-64 anos                                   | >= 65 anos                                   | Total                                        |
| 2021                                         | 1657                                         | 1323                                         | 6474                                         | 2564                                         | 12018                                        |

## Património
- Mosteiro de Grijó ou Mosteiro de São Salvador de Grijó
- Túmulo de D. Rodrigo Sanches no claustro do Mosteiro de Grijó
- Aqueduto das Amoreiras (que abastecia o Mosteiro de Grijó)
- Padrão Velho
- Capelas da Divina Providência, de Nossa Senhora da Hora, de Santo António, da Senhora da Graça. da Senhora de Fátima, de Santa Margarida, de Santa Rita e de São Vicente
- Calvário dos Murraceses
- Quintas das Alvapenha e dos Canaviais
- Alminhas das Barrancas
- Igreja de São Pedro (matriz)
- Capela de Nossa Senhora de Lourdes
- Quinta da Asprela